# Club Atlético River Plate 1907
Questa voce raccoglie le informazioni riguardanti il Club Atlético River Plate nelle competizioni ufficiali della stagione 1907.

## Stagione
In questa stagione il campo da gioco della Dársena Sur venne ripreso dal Ministero dell'Agricoltura; grazie all'intercessione di José Bernasconi, futuro presidente del club, il River poté giocare su un campo a Sarandí. In campionato vinse il girone A della seconda serie e venne sconfitto per 1-0 in finale dal Nacional de Floresta.

## Maglie e sponsor
| Casa |

## Rosa
| N. |                      | Ruolo | Calciatore         |
| -- | -------------------- | ----- | ------------------ |
|    | Argentina (bandiera) | P     | Raúl Capdeville    |
|    | Argentina (bandiera) | P     | Guanteirolli       |
|    | Argentina (bandiera) | P     | Alejandro Luraschi |
|    | Argentina (bandiera) | D     | Falco Contratti    |
|    | Argentina (bandiera) | D     | F. Díaz            |
|    | Argentina (bandiera) | D     | Ramón Ferreiro     |
|    | Argentina (bandiera) | D     | Francisco Priano   |
|    | Argentina (bandiera) | C     | Alberto Flores     |
|    | Argentina (bandiera) | C     | Hauchlett          |
|    | Argentina (bandiera) | C     | Pedro Martínez     |
|    | Argentina (bandiera) | C     | Bernardo Messina   |

| N. |                      | Ruolo | Calciatore         |
| -- | -------------------- | ----- | ------------------ |
|    | Argentina (bandiera) | C     | Pedro Pellerano    |
|    | Argentina (bandiera) | C     | D. Pierrotti       |
|    | Argentina (bandiera) | A     | H. Dellatorre      |
|    | Argentina (bandiera) | A     | D. García          |
|    | Argentina (bandiera) | A     | Anempodisto García |
|    | Argentina (bandiera) | A     | Pascual Griffero   |
|    | Argentina (bandiera) | A     | Vicente Oñate      |
|    | Argentina (bandiera) | A     | Ramón Peña         |
|    | Argentina (bandiera) | A     | T. Vergara         |
|    | Argentina (bandiera) | A     | Enrique Zanni      |

## Statistiche

### Statistiche di squadra[2]
| Competizione     | Punti | Totale | Totale | Totale | Totale | Totale | Totale | DR  |
| Competizione     | Punti | G      | V      | N      | P      | Gf     | Gs     | DR  |
| ---------------- | ----- | ------ | ------ | ------ | ------ | ------ | ------ | --- |
| Segunda División | 30    | 19     | 13     | 3      | 3      | 24     | 14     | +10 |
| Totale           | -     |        |        |        |        |        |        | -   |